# Частков
Частков (словац. Častkov) — село, громада округу Сениця, Трнавський край. Кадастрова площа громади — 13.18 км².
Населення 563 особи (станом на 31 грудня 2020 року).

## Географія
Потікає Пасецький потік.

## Історія
Частков згадується 1394 року.

## Населення
| Рік:            | 1994. | 2004.   | 2014.   | 2024.   |
| --------------- | ----- | ------- | ------- | ------- |
| Кількість осіб: | 594   | 610     | 606     | 550     |
| Різниця:        |       | +2,69 % | -0,65 % | -9,24 % |

| Рік:            | 2023. | 2024.   |
| --------------- | ----- | ------- |
| Кількість осіб: | 559   | 550     |
| Різниця:        |       | -1,61 % |